# Tóhei Kóicsi
Tóhei Kóicsi (nyugaton Koichi Tohei, japánul 藤平光一, 1920. január 20. – 2011. május 19.) 10. dan fokozatú aikidó-mester volt, Uesiba Morihei legjobbnak tartott tanítványa, a későbbi Ki No Kenkjukai (Nemzetközi Ki Szövetség) megalapítója és vezetője, azaz dósuja („Az Út Tartója”).
1920-ban született, egy felsőbb osztálybeli japán családban, Tokió északi részén.

## A kezdetek
A kis Kóicsi beteges gyermek volt, ezért apja korán bevezette a dzsúdó és a zen-meditáció gyakorlásába, hogy megpróbálja megerősíteni fia szervezetét. Ezeknek a gyakorlatoknak a következményeképpen hamarosan megismerkedett a miszogi-val és a japán jóga különböző formáival.
1939-ben egy aikidó-dódzsóban találkozott O-szenszejjel, és egy bemutatón megismerhette az aikidó művészetét. Ámulatba ejtette az, hogy a dzsúdóban elért eredményei ellenére képtelen volt elbánni a sokkal gyengébb és öregebb emberrel, így hamarosan elszánt tanulója lett a művészetnek. Rövid gyakorlást tudhatott maga mögött, mikor besorozták a katonasághoz, és Kínába küldték sorkatonai szolgálatba. Ezalatt az idő alatt tudatosult benne a nyugodt szellem, az elme és test egyesítésének fontossága, amit a későbbi gyakorlásai során teljesített ki. A hadseregben különleges hírnévre tett szert, mint a „szerencsés tiszt”, aki sosem veszített el egyetlen embert sem a parancsnoksága alatt, még a legvadabb harcokban sem.
A háború után visszatért O-szenszejhez ucsi desinek (bentlakásos tanítvány ), és hamarosan az egyik legerősebb és legbefolyásosabb alak lett az aikidó világában. Abban az időben egy tanító kihívása, mint próbatétel, általános volt Japánban. Tóhei szenszej volt az, aki rendszeresen megfelelt azoknak a kihívóknak, akik a dojóba jöttek hogy teszteljék O-szenszejt. Jó néhány embert dobott ki, közöttük egy csoport amerikai birkózót, akik előzőleg a Kodokan dzsúdóközpontjában próbáltak egy bemutatót lebonyolítani.

## Az aikidó mestere
1953-ban O-szenszej elküldte Tóheit Hawaiira, hogy ő legyen az első tanító, aki bemutatja az aikidót az Amerikai Egyesült Államokban. A következő évtizedek során Tóhei szenszej több alkalommal járt az Amerikai Egyesült Államokban, és a mai nagynevű tanítók közül sokaknak az oktatásáért volt ott felelős. Ezalatt az időszak alatt az aikidója sok változáson ment át, mivel a „hatalmas termetű” amerikaiakkal való gyakorlás meglehetősen különbözött a hagyományos japán gyakorlástól. A módszere is hasonlóan kezdett eltávolodni attól, amit néhány más instruktor gyakorolt. A fizikai erő teljesen mellékessé vált, és keresni kezdte O-szenszej erejének valódi eredetét. Mindez látható, ha összehasonlítjuk a Tóhei szenszej által az 50-es évek végén írt könyvet a körülbelül ugyanekkor született Ueshiba Kisomaru-könyvvel – úgy is, hogy mindkettőt O-szenszej hagyta jóvá.
Tudása és tapasztalatai miatt Tóhei szenszej hamarosan főinstruktori pozícióba lépett elő az Aikikai Hombu Dojóban, és ugyanekkor ő volt az első és máig az egyetlen személy, akinek O-szenszej 10. dan fokozatot adományozott hivatalos diplomával. Egy videóinterjúban, ami az amerikai televízió egyik show-műsorában készült 1957-ben, Tóhei szenszej szerepel O-szenszej fordítójaként. Kétségkívül, ő volt az egyike a legfeltűnőbb alakoknak az aikidó világában. Az elismert, eredeti forrásból nevelkedett mesterek szerint a mai napig Tóhei szenszej az egyetlen, aki valamennyire is meg tudta közelíteni Uesiba Morihei képességeit az aikidó gyakorlása során.
O-szenszej halála után Uesiba Kisomaru szenszej lett a második aikidó-dósu, Tóhei szenszej pedig továbbra is a főinstruktor maradt. A következő néhány évben a dolgok úgy folytatódtak, mint előtte, de feszültségek kezdtek megmutatkozni a rangidős aikidókákban.

## Ki-aikidó
Tóhei szenszejnek nagyon világos elképzelései voltak az aikidó oktatásának legjobb módjáról. Olyan elképzelései voltak, amik nagy részben az „Egységesítés” elvein alapultak, s amelyeket egyik jógatanítójától tanult, s amelyekben mindvégig O-szenszej támogatását élvezte. Határozottságát jellemezte, hogy ezek alapján elkészítette az Authentic Aikido című alapvető oktatófilmet. Javasolta a ki oktatásnak a rendszerét meghonosítani az aikikaiban, de nagy ellenállásba ütközött az ottani gyakorlatiasabb rangidős oktatók részéről. Érdekes volt, hogy míg a közvetlen tanítványok többsége az aikidó technikai felfedezésére összpontosított és a ki túlzott misztifikálása ellen érvelt, Tóhei szenszej arra a következtetésre jutott, hogy a gyakorlás lényegét Ueshiba Morihei egész lényének megismerésével, a spirituális tényezők megfigyelésével lehet elsajátítani. Ebben igazolta őt O-szenszej szüntelen figyelmeztetése azzal kapcsolatban, hogy az aikidó nem csupán technikák precíz elsajátítását jelenti.
Így 1971-ben, miközben továbbra is az aikikai főinstruktora maradt, Tóhei szenszej megalapította a Ki no Kenkjukait, a Nemzetközi Ki-szövetséget, hogy a ki elveit, valamint az Elme és Test Egyesítését tanítsa az aikidó keretein kívül. Ez az elválasztás tartott mindaddig, mígnem a szakadék Tóhei szenszej és az aikikai között túl nagy lett. Ekkor közös megegyezéssel lemondott pozíciójáról és megalapította a sin-sin tojcu aikidót, a Tudat és Test Egyesítésén Alapuló Aikidót – népszerű nevén 'Ki-aikidót -, hogy O-szenszej aikidóját tanítsa és fejlessze tovább a ki elvei szerint.
A szakadás nagy megosztottságot okozott az aikidó világában, mivel sok ember őrlődött Tóhei szenszej követése – aki a legrangidősebb és leghitelesebb aikidó-oktató volt –, és az aikikai között, amit O-szenszej fia vezetett. Ez az elszakadás sok rossz érzést okozott, s néhányuk még ma is érezteti hatását.
Tóhei szenszej folytatta a ki-oktatás módszereinek és az aikidónak a finomítását és fejlesztését, a Ki no Kenkjukai pedig világszerte növekedni és terjedni kezdett.
A legutóbbi években Tóhei szenszej megpróbálta elválasztani magát az aikidó harcművészeti alkalmazásától és egyre inkább a ki szüntelen gyakorlását, valamint a testi és lelki egészség fejlesztését hangsúlyozta.

## Utódszervezetek
Legújabb könyveiben, amelyek tartalmazzák akár az életrajzát és tapasztalatait, akár a tanításainak leírását, az aikidót már alig említi meg. Ez a tendencia volt az elégedetlenség forrása a Ki no Kenkjukai sok tagja között, ezért a legutóbbi években az Amerikai Egyesült Államokban az öt legrangidősebb tag elhagyta a szövetséget a szervezeteivel együtt. Néhányan visszatértek az Aikikaihoz, néhányan pedig függetlenek lettek, vagy újabb Ki-Aikido szövetségeket hoztak létre. A Ki No Kenkjukai belefogott egy hatalmas dódzsó és múzeum építésébe Tóhei Kóicsi szülőföldjén, Tokió északi részén, és most idejének és energiájának nagy részét jövedelmező dolgokkal tölti, mint például stresszcsökkentő szemináriumok szervezésével nagy japán vállalatok számára.

## Tóhei Kóicsi jelentősége
Tóhei szenszej egy nagyon különleges személy. Majdnem mindenki egyetért abban, beleértve a múltban O-szenszejt is, hogy Tóhei Kóicsi aikidója volt valószínűleg a legszebb, ami valaha látható volt a szemlélők számára. Ezenkívül ő az egyike a legtehetségesebb tanítóknak akiket az aikidó világa felnevelt. Kifejlesztett nagyon sok tanítási módszert, amiket számos Aikikai-dojóban máig is használnak - ilyen például az aiki taiso gyakorlatsora. A rendszer amit az Aikikai is a mai napig követ, a ki-gyakorlatok az aikidón belül, majdnem teljes egészében Tóhei szenszejnek köszönhetik a létezésüket.

## Művei
1. Koichi Tohei: Ki in Daily Life - 4889960716 Oxford University Press, USA
2. Koichi Tohei: The Book of Ki - 0870403796 Japan Publications, Japan
3. Koichi Tohei: Kiatsu - 0870405365 Japan Publications, Japan
4. Koichi Tohei: The Way to Union with Ki - Ki No Kenkyukai, Japan - privately printed
5. Koichi Tohei: Ki Sayings - Ki No Kenkyukai, Japan - privately printed
6. Koichi Tohei: This is Aikido - Japan Publications, Japan - out of print
7. Koichi Tohei: What is Aikido? - Rikugei Publishing House, Japan - out of print
8. Koichi Tohei: Aikido: The Arts of Self Defense - Rikugei Publishing House, Japan - out of print
9. Koichi Tohei: How to Unify Ki - out of print
10. Koichi Tohei: Ki Meditations - out of print
11. Koichi Tohei: Ki Hygiene - out of print
12. Koichi Tohei: Tempu Nakamura and Morihei Ueshiba - Japanese language only
13. Koichi Tohei: Extend Ki - Japanese language only
14. Koichi Tohei: Power of Ki Book - Japanese language only
15. Koichi Tohei: Ki Power Book - Japanese language